# Vanessa Palacios
Pour les articles homonymes, voir Palacios.
Vanessa Palacios est une joueuse de volley-ball péruvienne née le 3 juillet 1984 à Lima. Elle mesure 1,67 m et joue au poste de libero. Elle totalise 72 sélections en équipe du Pérou. Elle est mariée au joueur espagnol de volley-ball, Ibán Pérez.

## Clubs
| Club                      | De        | À         |
| ------------------------- | --------- | --------- |
| Divino Maestro            |           | 2002-2003 |
| Club Voleibol Benidorm    | 2003-2004 | 2007-2008 |
| Club Voleibol Sanse       | 2008-2009 | 2008-2009 |
| Club Voleibol Tenerife    | 2009-2010 | 2009-2010 |
| Divino Maestro            | 2011-2011 | 2011-2011 |
| AVG 2008                  | 2011-2012 | 2011-2012 |
| Vannes Volley-Ball        | 2012-2013 | 2013-2014 |
| Universidad César Vallejo | 2015-2016 | 2015-2016 |
| Istres OPVB               | 2016-2017 | 2016-2017 |
| VC Marcq-en-Barœul        | 2017-2018 | …         |

## Palmarès

### Équipe nationale
- Coupe panaméricaine
  - Finaliste : 2010.
- Championnat d'Amérique du Sud
  - Finaliste : 2005, 2007.

### Distinctions individuelles
- Championnat d'Amérique du Sud de volley-ball féminin 2007: Meilleure défenseur.
- Coupe panaméricaine de volley-ball féminin 2007: Meilleur réceptionneuse..
- Coupe panaméricaine de volley-ball féminin 2009: Meilleure libero et meilleur réceptionneuse.
- Championnat d'Amérique du Sud de volley-ball féminin 2011: Meilleur réceptionneuse.